# Luís Roberto (jornalista)
Luís Roberto de Múcio (São Paulo, 29 de maio de 1961) é um jornalista e narrador esportivo brasileiro. É, atualmente, o principal narrador da TV Globo.

## Carreira
Desde cedo, ainda adolescente, Luís Roberto descobriu que teria uma vida de andarilho, no mínimo para materializar o sonho de ser arquiteto. Em São João da Boa Vista, no interior de São Paulo (onde morou até os três anos de idade, após a família se mudar da capital paulista), teve sua primeira experiência profissional, na rádio Piratininga. Foi para Campinas fazer faculdade e de lá para Santos, onde se formou em jornalismo pela UniSantos.
Pela Rádio Cultura de Santos, chegou a cobrir a edição de 1984 da Copa Libertadores. No fim daquele ano, transferiu-se para a Rádio Gazeta de São Paulo, na qual chegou a narrar jogos da Copa do Mundo de 1986. Também trabalhou na Rádio Globo por 11 anos. Também trabalhou na TV Gazeta e teve rápida passagem pela TV Manchete, onde narrou algumas partidas de futebol até ser convidado por José Trajano para a equipe da ESPN Brasil, que estava sendo formada nos anos 90.
Em 1998 foi contratado pela TV Globo, onde acabou se firmando com o narrador esportivo, no Rio de Janeiro, onde acompanha principalmente os times cariocas nos campeonatos regionais e nacional, além de narrar outros esportes pelo mundo.
Foi o responsável pela criação do programa Redação SporTV em 2004, foi apresentador e editor até 2009. Apresentava o programa SporTV Repórter, no canal por assinatura SporTV, onde também substitui Galvão Bueno, titular do programa Bem, Amigos!, quando este não pode estar presente.
Na TV Globo, faz a cobertura de vários eventos esportivos, é o narrador titular da equipe carioca da emissora e apresentou os blocos esportivos do RJTV 1ª edição (ao lado de Júnior) e do Jornal da Globo às segundas-feiras. Entre 2010 e 2017, foi o locutor oficial do Desfile das escolas de samba do Rio de Janeiro e retornando ao carnaval, fazendo o Seleção do Samba.
Em 2023, com a saída de Cléber Machado, passou a revezar as transmissões dos jogos dos times do Rio de Janeiro e de São Paulo com Gustavo Villani e Everaldo Marques. No mesmo ano, após a saída de Galvão Bueno, passou a ser o narrador titular dos jogos da Seleção Brasileira na TV Globo.

### Copas do Mundo de Futebol
A Copa do Mundo de 1998, na França, foi a sua primeira a narrar pela TV Globo, como o terceiro narrador, depois de Galvão Bueno e Cléber Machado. Transmitiu ainda a Copa do Mundo de 2002, na Coreia do Sul/Japão, a Copa do Mundo de 2006, na Alemanha, a Copa do Mundo de 2010, na África do Sul, a Copa do Mundo de 2014, no Brasil, a Copa do Mundo de 2018, na Rússia, e a Copa do Mundo de 2022, no Catar.
Na edição de 2018 na Rússia, Luís Roberto ganhou reconhecimento e teve seu estilo de narração sendo muito elogiado por especialistas durante a realização do torneio.

### Prêmios e indicações
| Ano  | Prêmios                                                                    | Categoria               | Resultado | Ref.   |
| ---- | -------------------------------------------------------------------------- | ----------------------- | --------- | ------ |
| 1998 | Troféu ACEESP - Associação dos Cronistas Esportivos do Estado de São Paulo | Revelação de Televisão  | Venceu    | [ 10 ] |
| 2005 | Prêmio Comunique-se                                                        | Locutor Esportivo       | Venceu    |        |
| 2007 | Prêmio Comunique-se                                                        | Locutor Esportivo       | Venceu    |        |
| 2009 | Prêmio Comunique-se                                                        | Locutor Esportivo       | Venceu    |        |
| 2010 | Troféu ACEESP - Associação dos Cronistas Esportivos do Estado de São Paulo | Narrador de TV          | Indicado  | [ 11 ] |
| 2015 | Troféu ACEESP - Associação dos Cronistas Esportivos do Estado de São Paulo | Narrador de TV          | Venceu    | [ 12 ] |
| 2016 | Prêmio Comunique-se                                                        | Locutor Esportivo       | Venceu    |        |
| 2016 | Troféu ACEESP - Associação dos Cronistas Esportivos do Estado de São Paulo | Narrador de TV          | Venceu    | [ 13 ] |
| 2017 | Troféu ACEESP - Associação dos Cronistas Esportivos do Estado de São Paulo | Narrador de TV          | Indicado  | [ 14 ] |
| 2018 | Prêmio Comunique-se                                                        | Locutor Esportivo       | Venceu    |        |
| 2021 | Prêmio Comunique-se                                                        | Locutor Esportivo       | Indicado  | [ 15 ] |
| 2024 | Melhores do Ano                                                            | Profissional do Esporte | Indicado  | [ 16 ] |

## Polêmicas

### 'Vai consultar a gente?'
Em 12 de junho de 2017, Luís Roberto se envolveu em uma polêmica durante a narração da partida Avaí 1 x 1 Flamengo no Campeonato Brasileiro. No segundo tempo, após um possível pênalti marcado e depois anulado pelo árbitro Paulo Scheleich Vollkopf, o narrador fez comentários que geraram críticas nas redes sociais sobre a suposta interferência da TV Globo. Ele disse: "Ih, rapaz! Vai consultar a gente de novo" e "Ih! Não é pênalti, não. Desmarcou o pênalti". 
Em um vídeo exibido no SporTV, ele defendeu que não houve ajuda ao árbitro, criticando as teorias da conspiração. Ele afirmou sobre o jogo: "Não tem polêmica. Absolutamente não tem polêmica". Luís Roberto enfatizou que a Rede Globo não interfere no esporte, ressaltando a importância da lisura nas competições. Ademais, garantiu ter mencionado "gente", isto é, sem o artigo "a": "a gente". 
Apesar de o Avaí ter considerado convocá-lo para depor no STJD, o clube, em nota, apenas pediu uma investigação sobre a decisão da arbitragem. O então presidente do Avaí, Francisco José Battistotti, afirmou que levaria um pedido de investigação à CBF.

### Copa América de 2021
Em meados de 2021, Luís Roberto disse que a realização da Copa América no Brasil durante a pandemia de COVID - 19 era um "tapa na cara dos brasileiros". No podcast "Vocês da Imprensa", do portal "ge. globo", o narrador negou motivos políticos para a afirmação e condenou a "milícia digital" da internet. 
Luís Roberto comentou que refletiu muito sobre sua posição e se surpreendeu com a politicagem em torno do assunto. Ele afirmou que reportava com base em dados científicos, e não porque era contra a Copa América. O narrador destacou que não faria campanha contra o evento e apenas desejava que tudo ocorresse bem durante a competição. Ele também se disse assustado com a repercussão de suas declarações, acreditando que isso se deu por algumas frases fortes que usou, mas afirmou que nunca usou termos pejorativos. 

Por fim, Luís Roberto mencionou que as críticas que recebeu nas redes sociais eram, em sua maioria, por causa do SBT e os direitos de transmissão dos jogos, reforçando que sua posição era focada em salvar vidas e empregos, não em causar polêmica.